# Nathan Tella
Nathan Tella, né le 5 juillet 1999 à Stevenage en Angleterre, est un footballeur international nigérian qui évolue au poste d'ailier droit au Bayer Leverkusen.

## Biographie

### Jeunesse et formation
Né à Stevenage en Angleterre de parents nigérians, Nathan Tella est formé par l'Arsenal FC où il évolue pendant dix ans dans les équipes de jeunes. Il n'est toutefois pas conservé, ne signant pas de contrat professionnel et s'engageant en 2017 avec le Southampton FC.

### Southampton FC
Après avoir joué pour l'équipe réserve de Southampton, Nathan Tella joue son premier match en professionnel le 19 juin 2020 lors d'une rencontre de Premier League contre le Norwich City. Il entre en jeu à la place de Danny Ings lors de cette rencontre remportée par son équipe sur le score de trois buts à zéro. Quelques jours plus tard, le 2 juillet, il prolonge son contrat avec Southampton jusqu'en 2023.
Le 11 février 2021, lors d'une rencontre de coupe d'Angleterre contre Wolverhampton Wanderers, il délivre sa première passe décisive avec l'équipe première. Entré en jeu à la place de Moussa Djenepo, Tella sert Stuart Armstrong qui marque, et participe ainsi à la victoire des siens (0-2).

### Burnley FC
Le 11 août 2022, Nathan Tella est prêté par Southampton au Burnley FC pour la durée d'une saison.

### Bayer Leverkusen
Le 27 août 2023, Nathan Tella rejoint l'Allemagne afin de s'engager en faveur du Bayer Leverkusen. Il signe un contrat courant jusqu'en juin 2028.
Lors de la saison 2023-2024, Tella contribue au sacre de son équipe, Leverkusen remportant la Bundesliga pour la première fois de son histoire.

### En sélection
Le 10 novembre 2023, Nathan Tella est convoqué pour la première fois avec l'équipe nationale du Nigeria par le sélectionneur José Peseiro.

## Statistiques
| Saison                | Club                  | Championnat           | Championnat | Championnat | Championnat | Coupe nationale | Coupe nationale | Coupe nationale | Coupe de la Ligue | Coupe de la Ligue | Coupe de la Ligue | Supercoupe | Supercoupe | Supercoupe | Compétition(s) continentale(s) | Compétition(s) continentale(s) | Compétition(s) continentale(s) | Compétition(s) continentale(s) | Nigeria | Nigeria | Nigeria | Total | Total | Total |
| Saison                | Club                  | Division              | M.          | B.          | P.d.        | M.              | B.              | P.d.            | M.                | B.                | P.d.              | M.         | B.         | P.d.       | Comp.                          | M.                             | B.                             | P.d.                           | M.      | B.      | P.d.    | M.    | B.    | P.d.  |
| 2019-2020             | Southampton FC        | Premier League        | 1           | 0           | 0           | -               | -               | -               | -                 | -                 | -                 | -          | -          | -          | -                              | -                              | -                              | -                              | -       | -       | -       | 1     | 0     | 0     |
| 2020-2021             | Southampton FC        | Premier League        | 18          | 1           | 1           | 3               | 0               | 1               | 1                 | 0                 | 0                 | -          | -          | -          | -                              | -                              | -                              | -                              | -       | -       | -       | 22    | 1     | 2     |
| 2021-2022             | Southampton FC        | Premier League        | 14          | 0           | 1           | 1               | 0               | 1               | 3                 | 1                 | 1                 | -          | -          | -          | -                              | -                              | -                              | -                              | -       | -       | -       | 18    | 1     | 3     |
| 2023-2024             | Southampton FC        | Championship          | 3           | 1           | 1           | 1               | 0               | 0               | -                 | -                 | -                 | -          | -          | -          | -                              | -                              | -                              | -                              | -       | -       | -       | 4     | 1     | 1     |
| Sous-total            | Sous-total            | Sous-total            | 36          | 2           | 3           | 5               | 0               | 2               | 4                 | 1                 | 1                 | -          | -          | -          | -                              | -                              | -                              | -                              | -       | -       | -       | 45    | 3     | 6     |
| 2022-2023             | Burnley FC (prêt)     | Championship          | 39          | 17          | 5           | 5               | 2               | 0               | 1                 | 0                 | 0                 | -          | -          | -          | -                              | -                              | -                              | -                              | -       | -       | -       | 45    | 19    | 5     |
| 2023-2024             | Bayer Leverkusen      | Bundesliga            | 24          | 5           | 2           | 4               | 0               | 0               | -                 | -                 | -                 | -          | -          | -          | C3                             | 11                             | 1                              | 1                              | 1       | 0       | 0       | 40    | 6     | 3     |
| 2024-2025             | Bayer Leverkusen      | Bundesliga            | 27          | 2           | 4           | 5               | 1               | 1               | -                 | -                 | -                 | 1          | 0          | 0          | C1                             | 7                              | 0                              | 1                              | 0       | 0       | 0       | 40    | 3     | 6     |
| 2025-2026             | Bayer Leverkusen      | Bundesliga            | 0           | 0           | 0           | 1               | 0               | 0               | -                 | -                 | -                 | -          | -          | -          | C1                             | 0                              | 0                              | 0                              | 0       | 0       | 0       | 1     | 0     | 0     |
| Sous-total            | Sous-total            | Sous-total            | 51          | 7           | 6           | 10              | 1               | 1               | -                 | -                 | -                 | 1          | 0          | 0          | -                              | 18                             | 1                              | 2                              | 1       | 0       | 0       | 81    | 9     | 9     |
| Total sur la carrière | Total sur la carrière | Total sur la carrière | 126         | 26          | 14          | 19              | 3               | 3               | 5                 | 1                 | 1                 | 1          | 0          | 0          | -                              | 18                             | 1                              | 2                              | 1       | 0       | 0       | 170   | 31    | 20    |

## Palmarès
Burnley FC
- Championship
  - Champion :  2023

 Bayer Leverkusen
- Bundesliga
  - Champion : 2024
  - Vice-champion : 2025
- Coupe d'Allemagne
  - Vainqueur : 2024
- Supercoupe d'Allemagne
  - Vainqueur : 2024
- Ligue Europa
  - Finaliste : 2024

### Distinctions personnelles
- Membre de l'équipe-type de Championship en 2023.